# 泮涌

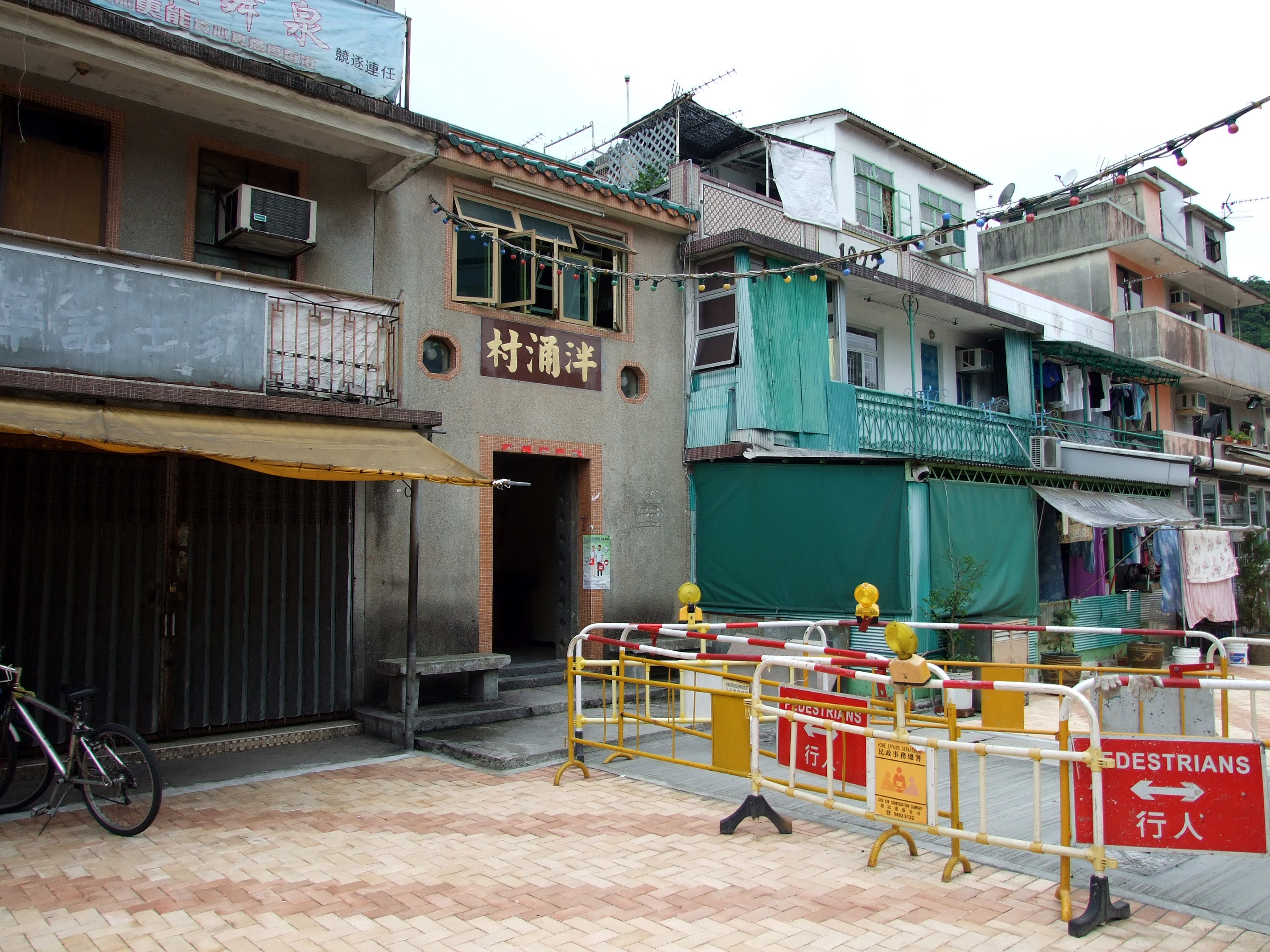
大埔泮涌 村口（2011年六月20日）

泮涌（Pan Chung），早年名為湴涌，位於香港大埔的村，位置靠近目前的大埔綜合大樓。泮涌村於鄉事會七約中屬翕和約，由大埔鄉事委員會管理。南面有新泮涌，又叫泮涌新村。泮涌位置接近港鐵東鐵綫路軌，即現在大埔墟站西面。在大埔區議會中泮涌屬於新富選區。

## 地理
泮涌西面靠山，北面有河涌經過。該處與東鐵綫軌道相鄰，連接大埔墟街市與泮涌村有一道石拱門。

## 歷史
400年前，泮涌前方為汪洋，而該村與大海之間有一片淺灘，有村民曾在村公所發現一些被丟棄的一些文物上看見「湴涌」二字，推想為該村的原名稱。在1688年的康熙 《新安縣志》已經有記載該村落，當時屬於新安縣五都，到嘉慶二十四年（1819年）的《新安縣志》則屬於官富司管屬本地村落。
泮涌在明朝初年已經開發，最初為深圳崗下文氏的文蔭公從陶子峴搬遷到這裏附近，並建立文家莊。清朝期間，來自南頭的麥氏鐵象公在該處擇地建成傳統的本地圍村，之後唐、羅、陳氏也先後加入，居民以漁農樵商為業，是大埔區內最繁盛的村落。民間記載村民多爲由碗窰搬至泮涌的文氏族人，後來遷往泰坑鄉。
太和市位於泮涌北面，1898年興建九廣鐵路期間，將村前的濕泥地興建軌道，將水圍與大埔頭割裂。期間一場大風暴將海浪的軌道捲走。最後鐵路公司將軌道的位置推移至向村的方向，而泮涌村外的十多呎的泥灘填成農田。後來落成的大埔墟站亦即是今天的香港鐵路博物館。沿火車軌東行，可到達運頭角。
根據1899年殖民地官員駱克爵士接收新界報告中，當時村名仍是湴涌，紀錄了有100人居住。有傳1958年，村旁籌建泮涌公立學校，為求文雅，將湴字改為泮，並使用至今。
在泮涌周圍未開發以前，該處東南北三面都是田野。泮涌村北的地，因為火車站的興建，太和市亦漸漸變得興隆，變成現在的大埔市區。而圍村的建築朝向東北方向，有七排八巷，四周曾經有圍牆包圍，圍底則為神廳。只有朝向北面方向的圍門在重建後得以保留。
1999年香港區議會選舉中，泮涌由大埔滘選區劃到新富選區。

## 特色
泮涌圍西南面有著名的龍口井，泉水清澈，據說是大埔區二大名井之一。而圍東北面的褔德神壇旁，有數百年前種植的巨樟樹頭。
在昔日每年農曆正月十五的上元節，泮涌村民會舉行泮涌燈會。到了正月十七會進行天姬節的行船儀式，村民會把代表污穢的雞毛、四色豆、黑炭和元寶等放進紙船。集齊後會把紙船在村外火化，以示送走。